# Septembre 1947

## Évènements
- Début des interrogatoires sur les activités anti-américaines par la HUAC (fin en avril 1948). Convocation des Dix d'Hollywood.
- Rapport Jdanov au comité central du PCUS sur l'expansionnisme américain[1].

- 2 septembre : signature du pacte de Rio[2] par l'ensemble des pays américains à l'exception du Canada, de l’Équateur et du Nicaragua permettant à ces pays une assistance réciproque et facilitant la domination des États-Unis sur son continent pendant la guerre froide.

- 4 septembre : le Soudan français est fixé définitivement dans ses frontières actuelles, avec la reconstitution de l’ancienne colonie de Haute-Volta.

- 7 septembre : Grand Prix automobile d'Italie 1947.

- 12 septembre : tenue du Référendum local sur le rattachement de Tende.

- 16 septembre : à la suite du référendum du 12 septembre, Tende est rattaché à la France. À Bonneville Salt Flats, John Cobb établit un nouveau record de vitesse terrestre : 634,39 km/h.

- 18 septembre : création de la United States Air Force qui devient ainsi indépendante de l'US Army.

- 20 septembre : la Grande-Bretagne décide d’évacuer unilatéralement la Palestine sans aucune transmission de pouvoir.

- 21 septembre : Grand Prix automobile de France.

- 22 septembre : 
  - Adoption du plan Marshall par la Conférence de Paris.
  - Doctrine Jdanov exposée lors de la réunion de Szlarska-Poreba en Pologne (30 septembre-5 octobre).
  - Un Douglas C-54 Skymaster traverse l’Atlantique piloté par radio, avec 14 hommes à bord.

- 23 septembre : discours d'Eva Peron sur le vote des femmes[3].

- 24 septembre : création supposée du groupe Majestic 12par un décret secret du président Harry S. Truman.

- 27 septembre : adoption du Statut de l'Algérie qui constitue désormais un groupe de trois départements bénéficiant de la personnalité civile et de l’autonomie financière. Le gouvernement général est maintenu. L’Assemblée algérienne, aux pouvoirs limités, sera élue par deux collèges distincts (citoyens de statut civil français et musulmans assimilés d’une part, Algériens ayant conservé leur statut personnel d’autre part).

## Naissances
- 2 septembre : 
  - Simon Casas (Bernard Domb dit), matador français.
  - Kevin Farrell, prélat catholique américain.
- 3 septembre : 
  - Kjell Magne Bondevik, théologien et homme politique norvégien.
  - Michael Fray, athlète jamaïcain († 6 novembre 2019).
  - Gérard Houllier, entraîneur de football français(† 14 décembre 2020).
  - Mario Draghi, économiste et banquier italien, Président du Conseil des ministres d'Italie depuis 2021.
- 7 septembre : Henri Sannier, journaliste sportif et animateur de télévision français.
- 8 septembre : Halldór Ásgrímsson, homme politique islandais († 18 mai 2015).
- 9 septembre : Ujjal Dosanjh, homme politique canadien, ancien ministre de la santé de la Colombie-Britannique.
- 11 septembre : Dámaso González, matador espagnol († 26 août 2017).
- 14 septembre :
  - René Desayere, footballeur et entraîneur belge.
  - Fredy Lienhard, homme d'affaires  et pilote automobile suisse.
  - Ruth Lüthi, femme politique suisse.
  - Frédéric Nef, philosophe français.
  - Sam Neill (Nigel John Dermot Neill dit), acteur irlandais.
  - Jean-Louis Papin, évêque catholique français, évêque de Diocèse de Nancy-Toul.
  - Sebastian Pflugbeil, homme politique est-allemand.
  - Jerzy Popieluszko, homme d'Église polonais († 19 octobre 1984).
  - Ronald Riley, joueur de hockey sur gazon australien.
  - Wolfgang Schwarz, patineur artistique autrichien.
  - Philippe Vorbe, footballeur international haïtien.
  - Park Yeonghan, écrivain sud-coréen († 23 août 2006).
- 20 septembre : 
  - Patrick Poivre d'Arvor, journaliste présentateur TV français.
  - Isabelle Balkany, personnalité politique française.
- 21 septembre : 
  - Stephen King, écrivain américain d'horreur et de fantastique.
  - Joe Volpe, enseignant et politicien fédéral canadien.
- 22 septembre : Mike Sexton, joueur de poker américain († 6 septembre 2020).
- 23 septembre : Christian Escoudé, guitariste de jazz français († 13 mai 2024).
- 25 septembre : 
  - Yehuda Lancry, diplomate et homme politique israélien.
  - Liz Redfern, femme politique britannique.
- 26 septembre : Philippe Lavil, chanteur français.
- 27 septembre : Meat Loaf, chanteur et acteur américain († 20 janvier 2022).
  - Denis Lawson, acteur britannique.
- 28 septembre : Sheikh Hasina Wajed, femme politique, ancien Première ministre du Bangladesh et à nouveau depuis 2009.
- 30 septembre : Marc Bolan, chanteur britannique, membre du groupe T-Rex († 16 septembre 1977).

## Décès
- 8 septembre : Victor Horta, 86 ans, architecte belge (° 1861).
- 15 septembre : Carnicerito de Méjico (José González López), 30 ans, matador mexicain (° 19 mars 1917).
- 28 septembre : Jâleh Qâem-Maqâmi, poètesse iranienne de langue persane.